# Boechout
Pour les articles homonymes, voir Boechout (homonymie).
Boechout est une commune néerlandophone de Belgique située en Région flamande dans la province d'Anvers.

## Localités et sections de la commune
| # | Section  | Superf. (km²) | Habitants (2020) | Habitants par km² | Code INS |
| - | -------- | ------------- | ---------------- | ----------------- | -------- |
| 1 | Boechout | 13,94         | 10.756           | 772               | 11004A   |
| 2 | Vremde   | 6,77          | 2.613            | 386               | 11004B   |

## Héraldique
|  | La commune possède des armoiries qui lui ont été octroyées le 9 novembre 1907 et modifiées le 2 février 1982. Celles de 1907 représentaient les armoiries de la famille Van Colen, seigneurs de Boeckhout de 1693 à la fin du XVIIIe siècle. Les armoiries actuelles sont les vieilles armoiries de Vremde qui lui avaient été octroyées le 10 mai 1971. Elles sont inspirées du sceau du conseil municipal de 1750. Ce sont celles de la famille Van der Gracht de Rommerswael du fait qu'en 1673 Gertrude Philippine van der Gracht, baronne de Vremde, mariée avec son neveu Jean François van der Gracht, Seigneur de Rommerswael. La famille est restée en possession du village jusqu'à la fin du XVIIIe siècle. Blasonnement : Tranché 1. coupé a. de gueules à deux bâtons de pèlerin d'or passés en sautoir b. d'azur à deux clochettes d'or alignées 2. Écartelé, en 1 et 4 d'argent à un chevron de gueules accompagné de trois merlettes de sable, en 2 et 3 de gueules à deux épées d'or abaissées passées en sautoir. - Délibération communale : 6 juillet 1981 - Arrêté de l'exécutif de la communauté : 2 février 1982 - Moniteur belge : 21 avril 1982 (sans le blasonnement) et 4 janvier 1995 Source du blasonnement : Heraldy of the World. |

## Démographie

### Évolution démographique de la commune fusionnée
- Source : DGS - Remarque: 1806 jusqu'à 1981=recensement; depuis 1990=nombre d'habitants chaque 1er janvier[3]